# Alphonse Chantoux
Alphonse Chantoux CSsR (* 29. Januar 1920 in Rennes; † 18. Oktober 1998) war ein französischer römisch-katholischer Ordensgeistlicher und Apostolischer Präfekt von Fada N’Gourma.

## Leben
Alphonse Chantoux trat der Ordensgemeinschaft der Redemptoristen bei, legte am 8. September 1939 die Profess ab und empfing am 6. April 1946 in Dreux die Priesterweihe.
Papst Johannes XXIII. ernannte ihn am 29. Mai 1959 zum ersten Apostolischen Präfekten der drei Monate zuvor errichteten Präfektur Fada N’Gourma. Er nahm an der zweiten Sitzungsperiode des Zweiten Vatikanischen Konzils als Konzilsvater teil. Von seinem Amt trat er am 16. Juni 1964 zurück.

## Schriften (Auswahl)
- Essai de grammaire Gourmantché. Centre IFAN, Niamey 1954, OCLC 882934852.
- Le sacrifice d’Aloys Lankoandé (= Aventure missionnaire. Band 5). Le Centurion, Paris 1954, OCLC 936615504.
- Gurmantie telimi pimu. Cinquante contes «gourmantché». Centre IFAN, Niamey 1955, OCLC 882915603.
- Histoire du pays Gourma. Traditions orales. Éditions Ti Dogu, Fada N’Gourma 1960, OCLC 26822357.
- mit Alexandre Gontier und André Prost: Grammaire Gourmantché (= Initiations et études africaines. Band 23). IFAN, Dakar 1968, OCLC 22089695.